# Oligaethus rostratus
Oligaethus rostratus är en insektsart som beskrevs av Jacobi 1928. Oligaethus rostratus ingår i släktet Oligaethus och familjen Tropiduchidae. Inga underarter finns listade i Catalogue of Life.